# Шкотска
Шкотска (енгл. и шкот. Scotland, шкотгел. Alba) је конститутивна земља Уједињеног Краљевства Велике Британије и Сјеверне Ирске. На југу дијели копнену границу са Енглеском, на сјеверу и западу излази на Атлантски океан, на сјеверозападу на Сјеверно море, на југу на Ирско море, а на југозападу на Сјеверни пролаз. Поред копненог дијела које се налази на сјеверној трећини Велике Британије, Шкотска има преко 790 острва, укључујући Сјеверна острва и Хебриде.
Краљевина Шкотска је постојала као независна суверена држава од раног средњег вијека до 1707. године. Шкотски краљ Џејмс IV је насљедним правом 1606. године постао краљ Енглеске и краљ Ирске, формирајући тако персоналну унију три краљевства. Шкотска је након тога 1. маја 1707. године ступила у политичку унију са Енглеском, чиме је настала Краљевина Велика Британија. Уједињењем је створен и нови Парламент Велике Британије, који је насљедник Парламента Шкотске и Парламента Енглеске. Краљевина Велика Британија и Краљевина Ирска су 1801. године ступиле у политичку унију и тиме је створено Уједињено Краљевство Велике Британије и Ирске. Већина Ирске се одвојила од УК 1922. године.
У Шкотској је британска монархија наставила да користи различите стилове, титуле и друге краљевске симболе државности који су били специфични за Краљевину Шкотску прије уједињења. Правни систем у Шкотској је остао одвојен од оног у Енглеској и Велсу и Сјеверној Ирској; Шкотска представља засебну јурисдикцију у јавном и приватном праву. Наставак постојања правних, образовних, религијски и других институција, које се разликују од оних у остатку Велике Британије, допринијео је одржавању шкотске културе и националног идентитета од уније са Енглеском 1707. године.
Шкотски парламент, једнодомо је законодавно тијело са 129 заступника, успостављен је 1999. године и имао надлежност над питањима унутрашње политике које је деволуирао Парламент Уједињеног Краљевства. Шеф Шкотске владе, извршне власти деволуираног парламента, јесте Први министар Шкотске. Шкотска у Дому комуна (доњи дом Парламента УК) има 59 заступника, а у Европском парламенту 6. Чланица је Британско-ирског савјета, а шаље пет чланова Шкотске владе у Британско-ирску парламентарну скупштину. Шкотска је подијељена на 32 административне јединице, познате као мјесне власти или савјети. Град Глазгов је највећа административна јединица у Шкотској по броју становника, а Хајленд је највећа по површини.

## Етимологија
Назив Шкотска (енгл. Scotland) потиче од латинске ријечи Скоти (лат. Scoti), термина којим су називани Гели; израз Скотија (лат. Scotia) првобитно се односио на Ирску. Од 9. вијека, Скотија је почела да означава Гелску Шкотску, а до 11. вијека назив је кориштен за језгро територије Краљевине Албе, оно што је данас источна и средишња Шкотска. Употреба израза Шкоти (енгл. Scots) и Шкотска (енгл. Scotland) за већи дио онога што је сада Шкотска постала је уобичајена у касном средњем вијеку, када се Краљевина Алба проширила и обухватала разне народе различитог поријекла.

## Историја

### Рана историја
Понављањем глацијације, која је покривала цијелу копнену масу данашње Шкотске, уништени су сви трагови људског насељавања који су постојали прије мезолитског периода. Вјерује се да су прве постглацијалне скупине ловаца-сакупљача стигле у Шкотску прије отприлике 12.800 година, пошто се ледена плоча повукла након посљедње глацијације. У то вријеме, Шкотска је прекривена шумама, имала мочварно земљиште, а главни облик путовања био је преко воде. Ови досељеници почели су градити прва позната стална насеља на шкотском тлу прије око 9.500 година, а прва села прије око 6.000 година. Из овог периода датира добро очувано село Скара Бре на копненом дијелу Оркнијских острва.
Први писани документи о Шкотској јављају се још у време Римског царства. Шкотски крајеви, или провинције, како су били звани гранични крајеви Царства остао је запамћен као „неосвојиви“. Наиме Шкотска је у то време била паганска заједница, њени ратници страшили су римске легије, које се и овако нису сналазиле у брдовитом Шкотском крајолику. Римски императори су наредили да се изгради утврдни зид дуж Шкотске границе како би се римске трупе заштитиле од хордашких упада Шкота. „Провинција Северна Енглеска“ остала је слободна, одупирала се римским навалама вековима и на крају у томе и успела.
Други значајан период Шкотске историје је дугогодишња борба за самосталност. Рат са Енглеском, који је трајао дуги низ година у облику борбе на војном, дипломатском и економском пољу. У тој борби највише се истицао Вилијам Волас. Волас се борио за шкотску слободу. У том рату многи од шкотских племића су пали.
Најтрагичнија је погибија краљице Мери, у неким причама она је била названа „Краљица Шкота“. Шкотска је дала многе животе у тој борби, на крају испоставиће се судбоносној за шкотски народ.

### Нови век
Џејмс IV Стјуарт је потписао споразум о вечном миру са Хенријем VII. Такође је оженио Хенријеву кћерку Маргарита Тјудор, чиме је постављена сцена за Унију круна. Хенрију је овај брак са једном од најдужих европских династија значио давање легитимитета новој династији Тјудор. Деценију касније, Џејмс је донео одлуку да нападне Енглеску као чин помоћи Француској по условима Старог савеза. Био је последњи британски монарх који је погинуо у борби у бици код Флодена. Након једне генерација Стари савез је окончан Единбуршким миром из 1560. Француска се сложила да повуче све копнене и поморске снаге. Исте године Џон Нокс је остварио свој циљ да Шкотска постане протестанстка земља и шкотски парламент је укинуо папин ауторитет над Шкотском. Мери Стјуарт, католикиња и бивша француска краљица, је присиљена да абдицира 1567. године.
Џејмс VI је 1603. наследио престоле Енглеске и Ирске, поставши краљ Џејмс I од Енглеске и Ирске, и отишао из Единбурга за Лондон.
Шкоти су 1698. покушали да изведу амбициозни пројекат оснивања трговачке колоније на Панамској превлаци. Тврди се да је скоро сваки шкотски земљопоседник који је имао новца уложио у Дарјенску шему. Њена пропаст је довела до банкрота ових земљопоседника, али не и општина. Банкрот племства, уз претњу енглеске инвазије, је играо кључну улогу у убеђивању шкотске елите да подржи унију са Енглеском.
Споразум о унији је 22. јула 1706. договорен између Шкотског парламента и Парламента Енглеске и следеће године два Закона о унији су усвојена у оба парламента чиме је са 1. мајем 1707. као даном ступања на снагу створено уједињено Краљевство Велика Британија.

## Географија
Шкотска по географском положају спада у регију западне Европе. У Краљевини Велике Британије заузима северну област, њена Шетландска острва представљају најсевернију тачку Уједињеног Краљевства. Шкотска је земља брда и великих долина, са својом веома разуђеном обалом чини најмлађи део острвског копна. Предели нетакнуте природе представљају прави рај за све оне који су љубитељи природе. Шкотска важи за једну од земаља Европе са најочуванијом природом. Такође је позната и по својим језерима, међу којима је најпознатије Лох Нес, чувено по легенди да у њему живи чудовиште звано Неси.
Територијални обим Шкотске је генерално утврђен Споразумом из Јорка из 1237. између Шкотске и Краљевине Енглеске и Уговором из Перта између Шкотске и Норвешке из 1266. године. Важни изузеци укључују Острво Ман, које је изгубљено и прешло у власт енглеске у 14. веку а сада је крунска зависност изван Уједињеног Краљевства; острвске групе Оркнијска острва и Шетландска острва, које су преузете од Норвешке 1472. године; и Бервик на Твиду, изгубио од Енглеске 1482.
Географски центар Шкотске налази се неколико миља од села Њутонмор у Баденоху. Пораст на 1.344 m (4.409 ft) изнад нивоа мора, највиша тачка Шкотске је врх Бен Невис, у Лоцаберу, док најдужа река Шкотске, река Теј, тече на удаљености од 118 mi (190 km).
Цела Шкотска је била прекривена леденим покривачима током плеистоценског леденог доба, а пејзаж је под великим утицајем глацијације. Са геолошке перспективе, земља има три главне поделе.
Горје и острва леже северно и западно од граничног раседа Хигхланда, који се протеже од Арана до Стоунхејвена. Овај део Шкотске углавном обухвата древне стене из камбријума и прекамбријума, које су подигнуте током касније каледонске орогенезе. Испресецан је магматским интрузијама новијег доба, чији су остаци формирали планинске масиве као што су Кернгормс и Скај Куилинс. У североисточном копну Шкотске елувијални процес стена који се догодии пре последњег леденог доба обликовао је већи део пејзажа.
Значајан изузетак од горе наведеног су фосилни слојеви старих црвених пешчара који се налазе углавном дуж обале Морај Фирт. Брда (хајлендс) су углавном планинско и овде се налазе највише надморске висине у Британији. Шкотска има преко 790 острва подељених у четири главне групе: Шетландска острва, Оркнијска острва и Унутрашњи Хебриди и Спољни Хебриди. Постоје бројне слатке воде укључујући Лох Ломонд и Лох Нес. Неки делови обале се састоје од ниских дина.
Централна низина је кланац која углавном обухвата палеозојске формације. Многи од ових седимената имају економски значај јер се овде налазе стене које садрже угаљ и гвожђе које су подстакле шкотску индустријску револуцију. Ово подручје је такође искусило интензиван вулканизам, а Arthur's Seat у Единбургу је остатак некада много већег вулкана. Ово подручје је релативно ниско.
Јужна висораван је низ брда од скоро 125 mi (200 km) дугачак, испресецан широким долинама. Лежи јужно од друге линије раседа која иде од Гирвана до Данбара. Геолошке основе углавном се састоје од силурских наслага постављених око 400 до 500 пре милиона година. Највиша тачка Јужне планине је Мерик са надморском висином од 843 m (2.766 ft) . У Јужној висоравни се налази највише село у Шкотској, Ванклокхед (430 метара знад нивоа мора).

## Становништво
| Глазгов Единбург | 1.  | Глазгов      | 589.900 | Абердин Данди |
| Глазгов Единбург | 2.  | Единбург     | 468.720 | Абердин Данди |
| Глазгов Единбург | 3.  | Абердин      | 201.680 | Абердин Данди |
| Глазгов Единбург | 4.  | Данди        | 144.170 | Абердин Данди |
| Глазгов Единбург | 5.  | Пејсли       | 74.570  | Абердин Данди |
| Глазгов Единбург | 6.  | Ист Килбрајд | 73.590  | Абердин Данди |
| Глазгов Единбург | 7.  | Инвернес     | 57.960  | Абердин Данди |
| Глазгов Единбург | 8.  | Ливингстон   | 55.070  | Абердин Данди |
| Глазгов Единбург | 9.  | Хамилтон     | 51.640  | Абердин Данди |
| Глазгов Единбург | 10. | Камбернолд   | 50.470  | Абердин Данди |

Становништво Шкотске на попису из 2001. износило је 5.062.011. Број становника је постао на 5.295.400, највише у историји, на попису 2011. године. Најновија процена ОНС-а за средину 2019. била је 5.463.300.
На попису из 2011. године, 62% становништва Шкотске је навело свој национални идентитет као „само Шкотски “, 18% као „шкотски и британски“, 8% као „само Британци“, а 4% је изабрало „само други идентитет“.
Иако је Единбург главни град Шкотске, највећи град је Глазгов, који има нешто више од 584.000 становника. Конурбација Великог Глазгова, са популацијом од скоро 1,2 милиона, је простор где живи скоро четвртина становништва Шкотске. Централни појас је место где се налази већина главних градова, укључујући Глазгов, Единбург, Данди и Перт. Једини већи град Шкотске изван Централног појаса је Абердин. Шкотска низина је простор где живи 80% укупне популације.
Само приступачнија и већа острва остају насељена. Тренутно је мање од 90 и даље насељено. Јужне планине су у суштини руралне природе и доминирају пољопривредом и шумарством. Због стамбених проблема у Глазгову и Единбургу, пет нових градова је одређено између 1947. и 1966. године. То су Ист Килбрајд, Гленротс, Камбернолд, Ливингстон и Ирвине.
Имиграција од Другог светског рата дала је Глазгову, Единбургу и Дандију донела је јужноазијске заједнице. Процењује се да је 2011. у Шкотској живело 49.000 етнички Пакистанаца, што их чини највећом небелом етничком групом. Од проширења Европске уније више људи из централне и источне Европе преселило се у Шкотску, а попис из 2011. године показао је да у Шкотској живи 61.000 Пољака.
Шкотска има три званично призната језика: енглески, шкотски и шкотски гелски. Попис из 2011. године показао је да 63% становништва нема „никакво знање шкотског”. Други говоре планински енглески. Гелски се углавном говори на западним острвима, где га и даље говори велики део људи. На националном нивоу, његова употреба је ограничена на 1% становништва. Број говорника гелског језика у Шкотској опао је са 250.000 у 1881. на 60.000 у 2008.
Много је више људи шкотског порекла који живе у иностранству од укупног становништва Шкотске. У попису из 2000. 9.2 милиони Американаца су сами пријавили одређени степен шкотског порекла. Протестантска популација у Алстеру је углавном низијског шкотског порекла, а процењује се да има више од 27 милиона потомака шкотско-ирске миграције који сада живе у САД. У Канади, шкотско-канадска заједница чини 4,7 милиона људи. Око 20% првобитне европске насељеничке популације Новог Зеланда долазило је из Шкотске.
У августу 2012. године, шкотска популација достигла је највиши ниво од 5,25 милиона људи. Наведени разлози су били да је у Шкотској број рођених већи од броја умрлих, а имигранти се досељавају у Шкотску из иностранства. У 2011. години, 43.700 људи преселило се из Велса, Северне Ирске или Енглеске да живе у Шкотској.
Укупна стопа фертилитета (ТФР) у Шкотској је 2,1 (ТФР је 1,73 2011.). Највећи број порођаја је код неудатих жена (51,3% порођаја је било ван брака 2012. године).
Очекивани животни век за људе рођене у Шкотској између 2012. и 2014. је 77,1 година за мушкарце и 81,1 година за жене. Ово је најниже од било које од четири земље у Великој Британији.

## Култура
Веома традиционална и затворена (конзервативна) култура и стил живљења Шкота омогућили су да се многа традиционална обележја сачувају и дан данас. Килт је шкотска народна ношња која се носила у средњем веку, а многи Шкоти је и дан данас облаче за свечане прилике.

### Музика
Шкотска музика је значајан аспект културе нације, са традиционалним и модерним утицајима. Чувени традиционални шкотски инструмент је велика горска гајда, дувачки инструмент који се састоји од три трута и мелодијске луле (која се зове певач), који се непрекидно напајају резервоаром ваздуха у врећи. Бендови за гајде, који укључују гајде и разне врсте бубњева, и представљају шкотске музичке стилове док стварају нове, проширили су се широм света. Келтска харфа, гусле и хармоника су такође традиционални шкотски инструменти, при чему су последња два у великој мери заступљена у шкотским кантри плесним бендовима. Постоји много успешних шкотских бендова и појединачних уметника у различитим стиловима, укључујући Ени Ленокс, Ејми Макдоналд, Рунриг, Бел и Себастијан, Франз Фердинанд, Сузан Бојл. Остали шкотски музичари су Ширли Менсон, Паоло Нутини, Енди Стјуарт и Калвин Харис, од којих су сви постигли значајан комерцијални успех на међународним музичким тржиштим Ширли Менсон је наступила на отварању концерта шкотског парламента 1999. у Princes Street Gardens са својим бендом Garbage.
Рок бенд Simple Minds био је комерцијално најуспешнији шкотски бенд 1980-их, који је постигао успех на међународним тржиштима као што су Сједињене Државе, Канада, Аустралија и Нови Зеланд, док је поп певач Луис Капалди признат као најпродаванији уметник у УК 2019.
Награде у знак признања шкотском музичком таленту у Шкотској укључују Шкотске музичке награде, Шкотску награду за албум године, Scots Trad Music Awards и награду BBC Radio Scotland Young Traditional Musician.

### Књижевност
Шкотска има књижевно наслеђе које датира из раног средњег века. Најранија сачувана литература настала на подручју данашње Шкотске била је на бритонском говору у 6. веку, али је сачувана као део велшке књижевности. Каснија средњовековна књижевност обухватала је дела на латинском, галском, староенглеском и француском језику. Први сачувани велики текст на раним шкотским је еп Брус песника Џона Барбура из 14. века, који се фокусира на живот Роберта I, а убрзо је уследио низ народних романси и прозних дела. У 16. веку, покровитељство круне помогло је развоју шкотске драме и поезије, али је долазак Џејмса VI на енглески престо променио главни центар књижевног покровитељства и шкотски је био по страни као књижевни језик. Интересовање за шкотску књижевност поново је оживело у 18. веку од стране личности укључујући Џејмса Мекферсона, чији га је Осијански циклус учинио првим шкотским песником који је стекао међународну репутацију и имао је велики утицај на европско просветитељство. Такође је имао велики утицај на Роберта Бернса, кога многи сматрају националним песником, и Валтера Скота, чији су романи утицали на дефинисање шкотског идентитета у 19. веку. Пред крај викторијанске ере известан број аутора шкотског порекла стекао је међународну репутацију као писци на енглеском, укључујући Роберта Луиса Стивенсона, Артура Конана Дојла, Џеј М Барија и Џорџ Макдоналда.
У 20. веку шкотска ренесанса је донела налет књижевне активности и покушаје да се шкотски језик поврати као језик за озбиљну књижевност. Чланове покрета пратила је нова генерација послератних песника, укључујући Едвина Моргана, кога ће инаугурална шкотска влада 2004. године поставити за првог шкотског Макара (национални песнички бард). Од 1980-их шкотска књижевност је доживела још један велики препород, посебно повезан са групом писаца укључујући Ирвина Велша. Шкотски песници који су се појавили у истом периоду укључивали су и Керол Ен Дафи, која је у мају 2009. била прва Шкотска која је проглашена краљевским песником лауреатом.

### Спорт
Спорт је важан део шкотске културе. Фудбал је убедљиво најпопуларнији спорт у Шкотској, а затим следе рагби и голф. Фудбалско ривалство између Селтика и Ренџерса је једно од најпознатијих у свету. Рагби репрезентација Шкотске је 15 пута била првак Европе.
Шкотска фудбалска асоцијација (СФА), друга најстарија национална фудбалска асоцијација на свету, је главно управно тело за фудбал шкотских савеза и један од оснивача Међународног одбора фудбалске асоцијације (ИФАБ) који управља правилима фудбалске игре. Као резултат ове кључне улоге у развоју спорта, Шкотска је једна од само четири земље које имају сталног представника у ИФАБ-у; остала четири представника именује ФИФА на одређене периоде.
СФА такође има одговорност за фудбалску репрезентацију Шкотске, чије присталице су опште познате као „тартан армија “. Репрезентација је последњи пут била на светском првенству у Француској 1998. године, али је завршила на последњем месту у групној фази. Женска репрезентација Шкотске је постигла новије успехе, квалификовавши се и за Евро 2017 и за Светско првенство 2019.
Шкотски клубови су постигли одређене успехе у европским такмичењима, а Селтик је освојио Куп Европе 1967. године, Ренјџерс и Абердин су освојили Куп победника купова 1972. и 1983. године, а Абердин је такође освојио УЕФА Суперкуп 1983. године. Селтик, Ренџерс и Данди јунајтед су такође стигли до европских финала. Последњи наступ једног шкотског клуба у европском финалу одиграо је Ренџерс 2022.